# Estación de Zumárraga
Zumárraga es una estación ferroviaria situada en el municipio español homónimo en la provincia de Guipúzcoa, comunidad autónoma del País Vasco.
Ofrece servicios ferroviarios tanto de Larga Distancia como de Media Distancia. Además, forma parte la línea C-1 de la red de Cercanías San Sebastián operada por Renfe. Cumple también funciones logísticas.

## Situación ferroviaria
La estación se encuentra en el punto kilométrico 565,486 de la línea férrea de ancho ibérico que une Madrid con Hendaya a 355,89 metros de altitud. El tramo es de vía doble y está electrificado.

## Historia
La estación fue inaugurada el 20 de agosto de 1864 con la puesta en marcha del tramo Alsasua (Olazagoitia) – Beasáin de la línea radial Madrid-Hendaya. Su explotación inicial quedó a cargo de la Compañía de los Caminos de Hierro del Norte de España, que mantuvo su titularidad hasta que en 1941 fue nacionalizada e integrada en la recién creada RENFE. Desde el 31 de diciembre de 2004 Renfe Operadora explota la línea mientras que Adif es la titular de las instalaciones ferroviarias. 

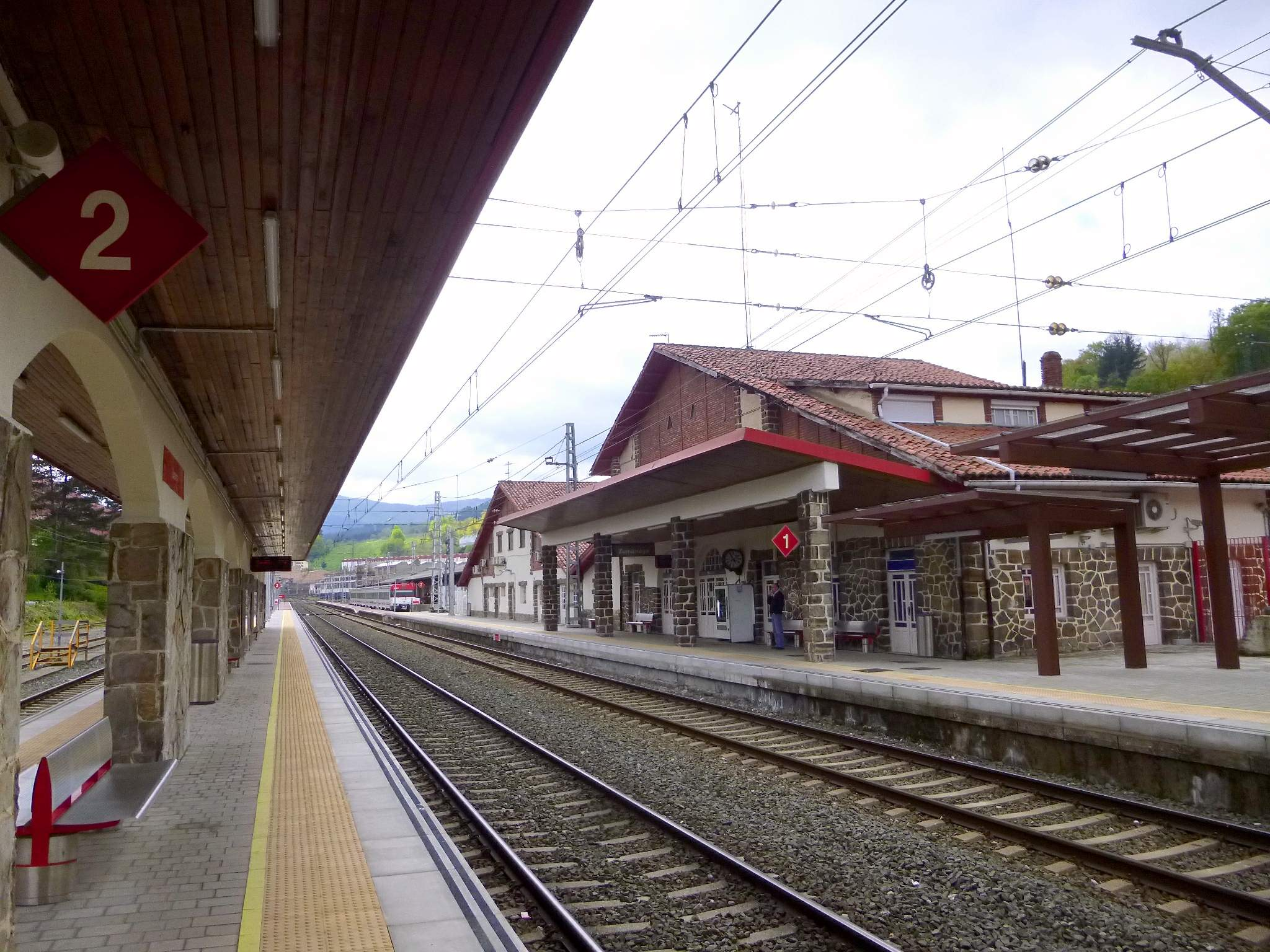
Aspecto de la Estación desde los andenes de pasajeros

## La estación
Zumárraga dispone de un importante edificio para viajeros de tres plantas y amplio tejado en pico de dos vertientes que sigue el estilo de la arquitectura tradicional de la zona. Unas columnas de piedra adornan la entrada principal. La estación dispone de dos vías principales (vías 1 y 2) y de tres derivadas (vías 4, 6 y 8). De estas las vías 1, 2 y 4 tienen acceso a andén. Además cuenta con seis vías muertas. La 5 y la 7 tienen acceso al andén lateral, no así la 7B, 9, 11 y 13 agrupadas todas en una misma zona y usadas habitualmente para carga y descarga de mercancías.

## Servicios ferroviarios

### Larga Distancia
Dispone de dos Alvia diarios en ambos sentidos enlazando con Madrid y uno a Barcelona. Además es posible un trayecto transversal a Galicia gracias a un tren Intercity.

### Media Distancia
La línea 25 de los servicios de Media Distancia de Renfe da servicio a la estación a razón de 3 relaciones diarias entre Irún y Miranda de Ebro en ambos sentidos. Algunos trenes proceden o continúan hasta Madrid.

### Cercanías
El grueso del tráfico ferroviario de la estación lo forman los trenes de cercanías de la línea C-1 que une Irún con Brínkola vía San Sebastián. 